# Bailliage de Blenio
1503–1798
Entités suivantes :
- Canton de Bellinzone

Le bailliage de Blenio est un des bailliages communs des cantons d'Uri, Schwytz et Nidwald.

## Histoire
Le territoire appartient aux chanoines de la cathédrale de Milan, puis aux Visconti dès 1342 qui inféodent le territoire aux Pepoli de Bologne. En 1402, les Sax remplacent les Pepoli. Suite la bataille d'Arbedo, le territoire revient aux Visconti.
Le bailliage est créé en 1503. En 1798, le bailliage rejoint le nouveau canton de Bellinzone.

## Baillis
Le bailli est nommé pour deux ans.
Les baillis sont les suivants :
- 1508-1510 : Hans Degen[1] ;
- 1510-1511 : Heinrich von Matt[2] ;
- 1520-1522 : Martin Auf der Maur[3] ;
- 1532-1534 : Josef Amberg[4] ;
- 1568-1570 : Andreas Wispel[5] ;
- 1580-1582 : Leonhard Suter[6] ;
- 1628-1630 : Melchior Beeler[7] ;
- 1640-1642 : Diethelm Frischherz[8] ;
- 1660-1661 : Niklaus Keyser[9] ;
- 1664-1666 : Johann Dominik Schmidig[10] ;
- 1670-1672 : Johann Dominik Schmidig[10] ;
- 1706-1708 : Anton Josef Reding[11] ;
- 1718-1720 : Anton Josef Reding[11] ;
- 1724-1726 : Johann Jakob Schuler[12] ;
- 1748-1750 : Caspar Dominik Gut[13] ;
- 1758-1760 : Jakob Anton Gamma[14] ;
- 1760-1762 : Caspar Dominik Gut[13] ;
- 1762-1763 : Jost Remigi Trachsler[15] ;
- 1774-1775 : Melchior Joseph Alois von Matt[16] ;
- 1790-1792 : Josef Dominik Kenel[17] ;